# Contact from the Underworld of Redboy
Contact from the Underworld of Redboy es el cuarto álbum de estudio del músico canadiense Robbie Robertson, publicado por Capitol Records en 1998.
El álbum está compuesto por música nativa americana e incluye cánticos tradicionales de nativos americanos, además de géneros como rock y electrónica a menudo integrados con la música nativa. El álbum alcanzó el puesto 119 en la lista estadounidense Billboard 200.

## Lista de canciones
1. "The Sound is Fading" (5:00)
2. "The Code of Handsome Lake" (6:11)
3. "Making a Noise" (5:11)
4. "Unbound" (Tim Gordine, Robertson) (4:35)
5. "Sacrifice" (Leonard Peltier, Marius de Vries, Robertson) (6:18)
6. "Rattlebone" (Marius de Vries, Robertson) (4:26)
7. "Peyote Healing" (Virdell Primeaux, Johnny Mike) (6:10)
8. "In The Blood" (Tim Gordine, Robertson) (4:35)
9. "Stomp Dance (Unity)" (Jim Wilson, Robertson) (4:49)
10. "The Lights" (Howard Bernstein, Robertson) (5:54)
11. "Take Your Partner by the Hand (Red Alert Mix)" (Howard Bernstein, Robertson) (6:43)